# Нортпорт (Алабама)
Нортпорт (англ. Northport) — місто (англ. city) в США, в окрузі Таскалуса штату Алабама. Населення — 31 125 осіб (2020).

## Географія
Нортпорт розташований на березі річки Блек-Ворріор навпроти окружного центру, міста Таскалуса за координатами 33°15′28″ пн. ш. 87°35′47″ зх. д. / 33.25778° пн. ш. 87.59639° зх. д. (33.257693, -87.596404).  За даними Бюро перепису населення США в 2010 році місто мало площу 44,06 км², з яких 43,39 км² — суходіл та 0,67 км² — водойми.

## Демографія
Згідно з переписом 2010 року, у місті мешкало 23 330 осіб у 9430 домогосподарствах у складі 6060 родин. Густота населення становила 530 осіб/км².  Було 10256 помешкань (233/км²).
Расовий склад населення:
| - 68,4 % — білих - 26,9 % — чорних або афроамериканців - 1,1 % — азіатів - 0,3 % — вихідців з тихоокеанських островів - 0,3 % — корінних американців - 2,0 % — осіб інших рас |

До двох чи більше рас належало 1,1 %. Частка іспаномовних становила 4,1 % від усіх жителів.
За віковим діапазоном населення розподілялося таким чином: 23,4 % — особи молодші 18 років, 62,6 % — особи у віці 18—64 років, 14,0 % — особи у віці 65 років та старші. Медіана віку мешканця становила 34,8 року. На 100 осіб жіночої статі у місті припадало 87,0 чоловіків;  на 100 жінок у віці від 18 років та старших — 83,0 чоловіків також старших 18 років.
Середній дохід на одне домашнє господарство  становив 62 284 долари США (медіана — 53 650), а середній дохід на одну сім'ю — 73 767 доларів (медіана — 66 734). Медіана доходів становила 47 489 доларів для чоловіків та 32 358 доларів для жінок. За межею бідності перебувало 13,7 % осіб, у тому числі 20,7 % дітей у віці до 18 років та 5,5 % осіб у віці 65 років та старших.
Цивільне працевлаштоване населення становило 11 415 осіб. Основні галузі зайнятості: освіта, охорона здоров'я та соціальна допомога — 33,3 %, роздрібна торгівля — 12,0 %, виробництво — 11,3 %.

## Історія
Місто бере свій початок з 1813 року. На початку 19 століття, цей район був межею судноплавства до бавовняних складів, розташованих по обидві сторони річки. Основним ринком бавовни були штати Нової Англії. Вантажні пароплави перевозили вантажі до Мобіла, а потім на судах до північних штатів і в Європу. Як правило, пароплави оберталися туди і назад з Мобіла до Нортпорта за два тижні.
Спочатку поселення Нортпорт було відоме як «Кентак» (англ. «Kentuck») або «Кейнтак» англ. «Canetuck». Проте в якийсь момент в 1800-х років, він став відомий як Нортпорт (англ. Northport - Північний порт), через те, що тут був порт на північній стороні річки. Крім бавовни, порт використовувався для відправки та отримання вантажів річкою та забезпечення всієї території сіллю, цукром, патокою, рисом, бяззю, віском, плугами та іншими товарами.
Рання історія Нортпорта оберталася навколо річки, але маленьке місто продовжувало зростати після того, як залізниці й шосейні дороги перевищили річковий транспорт в обсязі перевезень. Під час громадянської війни Нортпорт зазнав сильних руйнувань, як і більшість південних міст. Був зруйнований міст між Нортпортом і Таскалусою.
Сьогодні Нортпорт є місцем щорічного фестивалю мистецтв «Kentuck».